# Fútbol en los Juegos Asiáticos de la Juventud 2013
El fútbol fue una disciplina olímpica en los Juegos Asiáticos de la Juventud 2013 disputados en Nankín, China. En esta ocasión, solo se hubo un evento masculino en los Juegos.
Este torneo sirvió como clasificación para el Torneo olímpico de fútbol masculino de los Juegos Olímpicos de la Juventud 2014, otorgando una plaza para el campeón que representaría a la Confederación Asiática de Fútbol (AFC)

## Formato
Cada partido tuvo una duración de 70 minutos, que comprendieron dos periodos de 35 minutos con un intervalo de 15 minutos entre el silbato terminando el primer período el pitido inicial del segundo periodo. 
Si un partido es el nivel al final del tiempo de juego normal y requiere un equipo ganador sobre la base de la etapa de la competencia, no hay tiempo se jugará una prórroga y se determinará el ganador por tiros penales desde el punto penal , de acuerdo con los procedimientos descritos en las Reglas de Juego. Si la serie de tiros desde el punto penal no se puede completar debido a las condiciones meteorológicas o por otras razones más allá del control, los resultados se decidirán por sorteo por el árbitro en la presencia del Comisario del partido y los dos capitanes de equipo. Si, por culpa de un equipo, el lanzamiento de tiros desde el punto penal no puede ser completado, el equipo se considerará retirado del torneo.

## Partidos y grupos

### Grupo A
| Equipo         | Pts. | PJ | PG | PE | PP | GF | GC | Dif |
| -------------- | ---- | -- | -- | -- | -- | -- | -- | --- |
| Tailandia      | 9    | 3  | 3  | 0  | 0  | 10 | 5  | 5   |
| Timor Oriental | 6    | 3  | 2  | 0  | 1  | 6  | 3  | 3   |
| China          | 3    | 3  | 1  | 0  | 2  | 6  | 6  | 0   |
| Catar          | 0    | 3  | 0  | 0  | 3  | 2  | 10 | -8  |

| 13 de agosto de 2013 | China                                   | 4:1 (2:1) | Catar          | Complejo Deportivo de Jiangning, Nankín |  |
|                      | Liu Ruofan 5' 48' 60' · Liu Changqi 13' |           | Al-Obaidli 16' |                                         |  |

| 13 de agosto de 2013 | Tailandia                                                                        | 3:2 (3:1) | Timor Oriental                                                       | Complejo Deportivo de Jiangning, Nankín |  |
|                      | Sirimongkol Tungcharoennuruk 15' · Danusom Somchob 32' · Chokanan Saima-In 35+1' |           | Armindo Vieira Soares Gusmao 20' · José Joaquim Trindade Martins 50' |                                         |  |

| 15 de agosto de 2013 | China | 0:1 (0:1) | Timor Oriental            | Complejo Deportivo de Jiangning, Nankín |  |
|                      |       |           | Neison Sarmento Viegas 8' |                                         |  |

| 15 de agosto de 2013 | Qatar                 | 1:3 (0:2) | Tailandia                                                              | Complejo Deportivo de Jiangning, Nankín |  |
|                      | Khalid Al-Obaidli 44' |           | Kittiphong Supanya 2' · Danusorn Somchob 17' · Thanapon Raetsomsri 57' |                                         |  |

| 17 de agosto de 2013 | China              | 2:4 (1:3) | Tailandia                                                                                               | Complejo Deportivo de Jiangning, Nankín |  |
|                      | Liu Ruofan 19' 54' |           | Narakorn Noomchansakool 8' (pen) · Kittipong Sansanit 11' · Chokanan Saima-in 24' · Thanik Sangkaew 58' |                                         |  |

| 17 de agosto de 2013 | Timor Oriental                    | 3:0 (1:0) | Qatar | Complejo Deportivo de Jiangning, Nankín |  |
|                      | Nelson Sarmento Viegas 3' 50' 69' |           |       |                                         |  |

### Grupo B
| Equipo        | Pts. | PJ | PG | PE | PP | GF | GC | Dif |
| ------------- | ---- | -- | -- | -- | -- | -- | -- | --- |
| Corea del sur | 9    | 3  | 3  | 0  | 0  | 10 | 1  | 9   |
| Iraq          | 6    | 3  | 2  | 0  | 1  | 4  | 3  | 1   |
| Kuwait        | 3    | 3  | 1  | 0  | 2  | 3  | 6  | -3  |
| Singapur      | 0    | 3  | 0  | 0  | 3  | 1  | 8  | -7  |

| 13 de agosto de 2013 | Singapur        | 1:2 (1:2) | Iraq                       | Base de Entrenamiento Jiangning, Nankín |  |
|                      | Ikhsan Fandi 6' |           | Mohanad Alshammari 31' 34' |                                         |  |

| 13 de agosto de 2013 | Corea del Sur                                                                   | 4:1 (2:0) | Kuwait                | Base de Entrenamiento Jiangning, Nankín |  |
|                      | Kim Jung Min 15' · Kim Dong Gyun 24' · Woo Jeong Yeong 48' · Cho Young Wook 53' |           | Alrashidi Yafehsm 38' |                                         |  |

| 15 de agosto de 2013 | Singapur | 0:2 (0:0) | Kuwait             | Base de Entrenamiento Jiangning, Nankín |  |
|                      |          |           | Al-Rashidi 48' 53' |                                         |  |

| 15 de agosto de 2013 | Iraq | 0:2 (0:2) | Corea del Sur          | Base de Entrenamiento Jiangning, Nankín |  |
|                      |      |           | Woo Jeong Yeong 8' 17' |                                         |  |

| 17 de agosto de 2013 | Corea del Sur                                                | 4:0 (1:0) | Singapur | Estadio de Wutaishan, Nankín |  |
|                      | Cho Young-Wook 13' · Kim Dong-Gyun 48' 58' · Im Wha-Rang 70' |           |          |                              |  |

| 17 de agosto de 2013 | Iraq                                                  | 2:0 (0:0) | Kuwait | Base de Entrenamiento Jiangning, Nankín |  |
|                      | Mohammed Alelayawi 46' · Layth Aljashaami Layth 70+1' |           |        |                                         |  |

### Grupo C
| Equipo         | Pts. | PJ | PG | PE | PP | GF | GC | Dif |
| -------------- | ---- | -- | -- | -- | -- | -- | -- | --- |
| Irán           | 9    | 3  | 3  | 0  | 0  | 14 | 0  | 14  |
| Indonesia      | 6    | 3  | 2  | 0  | 1  | 3  | 5  | -2  |
| Arabia Saudita | 1    | 3  | 0  | 1  | 2  | 2  | 8  | -6  |
| Hong Kong      | 1    | 3  | 0  | 1  | 2  | 1  | 7  | -6  |

| 13 de agosto de 2013 | Arabia Saudita  | 1:1 (1:1) | Hong Kong      | Estadio de Wutaishan, Nankín |  |
|                      | Al-Muwallad 13' |           | Chi le Liu 20' |                              |  |

| 13 de agosto de 2013 | Irán                                                              | 4:0 (2:0) | Indonesia | Estadio de Wutaishan, Nankín |  |
|                      | Mohammad Soltanimehr 28' 62' · Ali Najafi 26' · Shahab Rashno 61' |           |           |                              |  |

| 15 de agosto de 2013 | Irán                                                                  | 5:0 (3:0) | Hong Kong | Estadio de Wutaishan, Nankín |  |
|                      | Rashno Shahab 11' 31' 54' · Mohammad Soltanimehr 26' · Ali Najafi 69' |           |           |                              |  |

| 15 de agosto de 2013 | Indonesia                                    | 2:1 (1:0) | Arabia Saudita  | Estadio de Wutaishan, Nankín |  |
|                      | Dave Auriel 31' · Rizky Aprllia Wibisono 54' |           | Al-Shahrani 65' |                              |  |

| 17 de agosto de 2013 | Irán | 5:0 (1:0) | Arabia Saudita | Centro Deportivo Jiangning, Nankín |  |
|                      | Meisam Nasseri 30' · Mahd Rahimikhoygani 40' · Hossein Shajie 45' · Mohammad Garousi 59' · Aliakbar Najafi 61' |           |                |                                    |  |

| 17 de agosto de 2013 | Hong Kong | 0:1 (0:0) | Indonesia                  | Nanjing Olympic Sports Center, Nankín |  |
|                      |           |           | Rizky Aprilia Wibisono 53' |                                       |  |

### Grupo D
| Equipo          | Pts. | PJ | PG | PE | PP | GF | GC | Dif |
| --------------- | ---- | -- | -- | -- | -- | -- | -- | --- |
| Corea del Norte | 9    | 3  | 3  | 0  | 0  | 11 | 1  | 10  |
| Vietnam         | 6    | 3  | 2  | 0  | 1  | 6  | 6  | 0   |
| Pakistán        | 3    | 3  | 1  | 0  | 2  | 3  | 5  | -2  |
| China Taipéi    | 0    | 3  | 0  | 0  | 3  | 1  | 9  | -8  |

| 13 de agosto de 2013 | Corea del Norte                                                                 | 6:1 (4:0) | Vietnam          | Escuela de Deportes de Qingliangshan, Nankín |  |
|                      | Jon Yong Song 5' 63' · Kin Ji Song 18' 27' · Ri Sol Song 20' · Kim Hog Yong 35' |           | Đặng Văn Lâm 60' |                                              |  |

| 13 de agosto de 2013 | China Taipéi  | 1:3 (1:3) | Pakistán                                     | Escuela de Deportes de Qingliangshan, Nankín |  |
|                      | Yu Pei-Yu 18' |           | Junaid Ahmed 10' 28' · Muhammad Shahid 35+1' |                                              |  |

| 15 de agosto de 2013 | Pakistán | 0:2 (0:2) | Corea del Norte                        | Escuela de Deportes de Qingliangshan, Nankín |  |
|                      |          |           | Ri Sol Song 16' · Kim Ji Song Goal 19' |                                              |  |

| 15 de agosto de 2013 | Vietnam                               | 3:0 (1:0) | China Taipéi | Escuela de Deportes de Qingliangshan, Nankín |  |
|                      | Lê Văn Nam 21' 41' · Đặng Văn Lâm 69' |           |              |                                              |  |

| 17 de agosto de 2013 | Pakistán | 0:2 (0:0) | Vietnam              | Escuela de Deportes de Qingliangshan, Nankín |  |
|                      |          |           | Lê Văn Nam 63' 70+1' |                                              |  |

| 17 de agosto de 2013 | Corea del Norte         | 3:0 (3:0) | China Taipéi | Escuela de Deportes de Qingliangshan, Nankín |  |
|                      | Ri Sol-Song 13' 30' 32' |           |              |                                              |  |

## Fase Final
|  | Cuartos de final      | Cuartos de final      |                       |                     | Semifinales            | Semifinales            |  |  | Final                 | Final |
|  |                       |                       |                       |                     |                        |                        |  |  |                       |       |
|  | 19 de agosto – Nankín |                       |                       |                     |                        |                        |  |  |                       |       |
|  |                       |                       |                       |                     |                        |                        |  |  |                       |       |
|  | Tailandia             | 0                     |                       |                     |                        |                        |  |  |                       |       |
|  | Tailandia             | 0                     | 21 de agosto – Nankín |                     |                        |                        |  |  |                       |       |
|  | Iraq                  | 3                     |                       |                     |                        |                        |  |  |                       |       |
|  | Iraq                  | 3                     | Iraq                  | 0                   |                        |                        |  |  |                       |       |
|  | 19 de agosto – Nankín |                       | Iraq                  | 0                   |                        |                        |  |  |                       |       |
|  |                       | Irán                  | 1                     |                     |                        |                        |  |  |                       |       |
|  | Irán                  | Irán                  | 1                     | 2                   |                        |                        |  |  |                       |       |
|  | Irán                  |                       | 23 de agosto – Nankín | 2                   |                        |                        |  |  |                       |       |
|  | Vietnam               | 1                     |                       |                     |                        |                        |  |  |                       |       |
|  | Vietnam               | 1                     | Irán                  | 0                   |                        |                        |  |  |                       |       |
|  | 19 de agosto – Nankín |                       | Irán                  | 0                   |                        |                        |  |  |                       |       |
|  |                       | Corea del Sur         | 1                     |                     |                        |                        |  |  |                       |       |
|  | Corea del Sur         | Corea del Sur         | 1                     | 4                   |                        |                        |  |  |                       |       |
|  | Corea del Sur         | 21 de agosto – Nankín |                       | 4                   |                        |                        |  |  |                       |       |
|  | Timor Oriental        | 0                     |                       |                     |                        |                        |  |  |                       |       |
|  | Timor Oriental        | 0                     | Corea del Sur         | 1                   | Tercer y cuarto puesto | Tercer y cuarto puesto |  |  |                       |       |
|  | 19 de agosto – Nankín |                       | Corea del Sur         | 1                   | Tercer y cuarto puesto | Tercer y cuarto puesto |  |  |                       |       |
|  |                       | Corea del Norte       | 0                     |                     |                        |                        |  |  |                       |       |
|  | Corea del Norte       | Corea del Norte       | 0                     | 3                   | Iraq                   | 1 (4)                  |  |  |                       |       |
|  | Corea del Norte       |                       |                       | 3                   | Iraq                   | 1 (4)                  |  |  |                       |       |
|  | Indonesia             | 2                     |                       | Corea del Norte (p) | 1 (5)                  |                        |  |  |                       |       |
|  | Indonesia             | 2                     |                       |                     | 1 (5)                  |                        |  |  |                       |       |
|  |                       |                       |                       |                     |                        |                        |  |  | 23 de agosto – Nankín |       |
|  |                       |                       |                       |                     |                        |                        |  |  |                       |       |

### Cuartos de final
| 19 de agosto de 2013 | Tailandia | 0:3 (0:0) | Iraq                                        | Base de Entrenamiento Jiangning, Nankín |  |
|                      |           |           | Mohanad Alshammari 49' 67' · Ali Dawood 56' |                                         |  |

| 19 de agosto de 2013 | Irán                                         | 2:1 (1:0) | Vietnam        | Estadio de Wutaishan, Nankín |  |
|                      | Mohammad Soltanimehr 21' · Shahab Rashno 52' |           | Lê Văn Nam 60' |                              |  |

| 19 de agosto de 2013 | Corea del Sur                                                                       | 4:0 (0:0) | Timor Oriental | Base de Entrenamiento Jiangning, Nankín |  |
|                      | Im Wha-Rang 41' · Kim Jung-Min 49' · Kim Dong-Gyun 63' · Cho Young-Wook (pen) 70+1' |           |                |                                         |  |

| 19 de agosto de 2013 | Corea del Norte                                       | 3:2 (2:0) | Indonesia                                  | Estadio de Wutaishan, Nankín |  |
|                      | Ri Sol-Song 27' · Jon Yong-Song 31' · Kim Ji-Song 48' |           | Rizky Aprilia Wibisono 61' · Riki Riki 67' |                              |  |

### Semifinales
| 21 de agosto de 2013 | Iraq | 0:1 (0:1) | Irán              | Estadio de Wutaishan, Nankín |  |
|                      |      |           | Shahab Rashno 24' |                              |  |

| 21 de agosto de 2013 | Corea del Sur     | 1:0 (0:0) | Corea del Norte | Estadio de Wutaishan, Nankín |  |
|                      | Kim Dong-Gyun 50' |           |                 |                              |  |

### Partido por el Tercer Lugar
| 23 de agosto de 2013 | Iraq                                                                                         | 1:1 (0:0) (4:5 p.)         | Corea del Norte                                                            | Base de Entrenamiento Jiangning, Nankín |  |
|                      | Mohanad Alshammari 46'                                                                       |                            | Yongsong Jon 49'                                                           |                                         |  |
|                      |                                                                                              | Tiros desde el punto penal |                                                                            |                                         |  |
|                      | Mohammedaljawad Alsarray · Alelayawi Mohammed · Waham Saif · Ali Dawood · Mohanad Alshammari |                            | Kim Ho-Gyong · Ri Sol-Song · Jon Yong-Song · Paek Chung-Song · Kim Ji-Song |                                         |  |

### Final
| 23 de agosto de 2013 | Irán | 0:1 (0:0) | Corea del Sur          | Base de Entrenamiento Jiangning, Nankín |  |
|                      |      |           | Kim Jung-Min (pen) 49' |                                         |  |

## Clasificado para losJuegos Olímpicos de la Juventud 2014
| Bandera de Corea del Sur |
| Corea del Sur            |